# Біг зайця через поля
«Біг зайця через поля» (фр. La course du lievre a travers les champs) — французький кінофільм режисера Рене Клемана. Екранізація роману Себастьян Жапрізо «Біг зайця через поля».

## Сюжет
Колишній льотчик Тоні (Жан-Луї Трентіньян) переховується. Його переслідують цигани за те, що одного разу його літак розбився і під уламками літального апарата, за трагічного збігу обставин, загинуло декілька циганських дітей. Переслідувачі не дають цьому «вбивці мимоволі» жодних шансів на порятунок. Інформація про нього передається від одних циганських сімейств до інших. Щоб вижити, головний герой змінює міста, країни. Ось уже декілька місяців він не може ні відпочити, ні відлежатися, ні виспатися, не говорячи про те, щоб повернутися у свою квартиру в Парижі. Проте після Франції йому вдається на якийсь час відірватися від переслідування і переміститися до Канади.
Але гонитва з новою силою починається і тут. Рятуючись від чергових месників, що майже упіймали його на якомусь полустанку, він добирається до найближчого міста. Дивом, виснаженому Тоні вдається трохи відірватися від своїх вбивць. Він забігає в закритий величезний пустинний павільйон торговельного центру. І тут приречений головний герой абсолютно несподівано стає свідком перестрілки. Смертельно поранений чоловік устигає щось сказати Тоні й помирає. 
Тепер Тоні стає потрібним новим дійовим особам у цій історії. Так він потрапляє до рук злочинців. Несподівані «рятівники», що забрали «зайця що біжить» Тоні перед носом у циган виявляються членами дивної банди. Вони нічого не говорять головному героєві, везуть його в невідомому напрямі, не реагують на його прохання про звільнення. Вони явно налаштовані дізнатися у Тоні, що ж йому встиг сказати той поранений чоловік в торговому центрі, а потім позбавитися його як непотрібного свідка. Тоні вдається викинути одного з гангстерів з машини на ходу, але втеча не вдається. Найгірше те, що він виявляється повинний в подальшій смерті цього бандита, який не перенесе отриманих травм.
Злочинці приїжджають в заміський будинок у віддаленому і пустинному місці. Там їх чекають інші спільники, що задумали провернути велику справу. Тому їм потрібні тільки гроші й не потрібні ніякі сторонні особи.
Загадковий привабливий незнайомець випадково перетнувся з ними. Що він може? Від кого він тікає? Чому він тікає? Наскільки небезпечні його переслідувачі? Чи варто його вбивати, після того, як він скаже те що цікавить бандитів? І найважливіше: що розповіла йому та людина в торговельному центрі про гроші, які він намагався (як виявилося) вкрасти у своїх же подільників?
Попри те, що питань поки що більше ніж відповідей, літній ватажок (Роберт Раян) поступово починає перейматися симпатією до цієї людини, немов відміченої якимось фатальним знаком, але який одночасно має дивну привабливість. Небайдужими до нього виявляються і дві жінки — співучасниці людей, що планують вчинити якусь дуже ризиковану і небезпечну справу і в чиїх взаємовідносинах поза сумнівом зріє конфлікт. Інтрига закручується.
Стає відомо, що у цих людей розроблено план як викрасти з лікарні дівчину, що знаходиться під посиленою охороною поліції. Вона дуже потрібна украй впливовому злочинцеві, і усі вони ось-ось почнуть втілювати свій план в життя.

## В ролях
| Актор              | Роль                   |
| ------------------ | ---------------------- |
| Роберт Раян        | Чарлі Елліс            |
| Альдо Рей          | Маттоне                |
| Жан-Луї Трентіньян | Антуан Гарсія "Фроґґі" |
| Леа Массарі        | Шуґар                  |
| Жан Ґавен          | Ріцціо                 |
| Еллен Баль         |                        |
| Робер Парті        |                        |
| Даніель Бретон     | Пол                    |
| Жан Куту           |                        |
| Андре Лоуренс      | циганський барон       |